# Heinrich August Schwarz
Heinrich August Schwarz (* 24. Januar 1822 in Greiz; † 21. November 1893 in Jena) war ein deutscher Richter und Politiker (DkP).

## Leben
Schwarz war der Sohn des Glasermeisters Heinrich August Schwarz und dessen Ehefrau Johanne Sophie geborene Mach. Er war evangelisch-lutherischer Konfession und heiratete Therese Elisabeth Walther (* 27. März 1838 in Greiz; † 29. Juni 1922 in Jena), die Tochter des Fürstlich Reuß-Taxischen Postverwalter-Adjunkts Karl Gottlob Walther in Greiz.
Er besuchte bis zum 18. Lebensjahr das Gymnasium in Greiz und dann 2 Jahre die Thomasschule in Leipzig. 1841 bis 1844 studierte er dort Staats- und Rechtswissenschaften. Am 20. Mai 1845 legte er die erste Staatsprüfung ab und wurde nach dem Referendariat am 12. März 1849 Amtsaktuar beim Justizamt Greiz II. 1850 wurde er Forstaktuar, 1854 Amtsakzessist beim Justizamt Greiz II. 1855 erhielt er die Beförderung zum Zweiten Beamten am Kriminalgericht Greiz und wurde 1862 Dirigent beim Kriminalgericht Greiz mit dem Titel „Kriminalamtmann“. 1868 wurde er als Kreisgerichtsrat an das Kreisgericht Zeulenroda versetzt, wo er 1877 Kreisgerichtsdirektor wurde. Ab 1879 war er Mitglied und Rat im Oberlandesgericht Jena und dort Vorsitzender der Schwurgerichtssitzungen.

## Politik
Er vertrat gemäßigt konservative Positionen und wurde Mitglied der DkP. Im Rahmen der Revolution von 1848/1849 in Reuß älterer Linie wurde er in den Beratungslandtag von Reuß älterer Linie gewählt und war dort Parlamentspräsident. Vom 25. November bis zum 31. Dezember 1867 war er als Stellvertreter für Heinrich Weigelt Mitglied im Greizer Landtag. Eigentlich war Paulus Grimm als Stellvertreter gewählt worden, dieser starb aber am 9. August 1869, so dass Schwarz am 6. Dezember 1869 als Stellvertreter nachgewählt wurde.
1867 und 1874 war er erfolglos Kandidat für den Reichstag im Reichstagswahlkreis Fürstentum Reuß älterer Linie.

## Auszeichnungen
- Fürstliches Zivil-Ehrenkreuz II. Klasse (1879)
- Geheimer Justizrat (1884)
- Fürstliches Reuß j.L. Ehrenkreuz II. Klasse (1902)
- Ritterkreuz I. Klasse des Herzoglich Sachsen-Ernestinischen Hausordens (1890)
- Fürstlich-Schwarzburgisches Ehrenkreuz II. Klasse (1891)